# Richard Peet
Richard Peet (Southport, 6 de abril de 1940) es un geógrafo y profesor universitario británico residente en Estados Unidos.

## Biografía
Peet se licenció en Economía en la London School of Economics, obtuvo un máster en la Universidad de British Columbia y se trasladó a los Estados Unidos a mediados de los años sesenta para realizar un doctorado en Geografía en la Universidad de California, Berkeley. Comenzó a enseñar en la Universidad Clark en el estado de Massachusetts poco después de completar su doctorado en Berkeley, y ha permanecido allí con adscripciones en Australia, Suecia y Nueva Zelanda.
Su obra es un referente en el pensamiento geográfico internacional por su compromiso y activismo político contra la injusticia y la desigualdad. Peet tiene una extensa obra dedicada a temas como la geografía de la pobreza, las teorías del desarrollo, el papel de la ideología y el poder en las estrategias de las organizaciones internacionales. Algunas de las obras que ha publicado son Geography of Power: The Making of Global Economic Policy (Londres: Zed Press, 2007), La maldita trinidad: FMI, BM y OMC (Laetoli, 2004), Modern Geographical Thought (Blackwell, 1998) o Global Capitalism: Theories of Societal Development (Routledge, 1991), entre muchas otras. Fue director de la revista Antipode: a Radical Journal of Geography (1970-1985) y desde 2008 dirige la revista universitaria Human Geography.